# National Football League (Ruanda)
La National Soccer League è la massima competizione calcistica in Ruanda, creata nel 1975.

## Albo d'oro
- 1975:  Rayon Sports (Nyanza)
- 1976:  sconosciuto
- 1977:  sconosciuto
- 1978:  sconosciuto
- 1979:  sconosciuto
- 1980:  Panthères Noires (Kigali)
- 1981:  Rayon Sports (Nyanza)
- 1982: non disputato
- 1983:  Kiyovu Sports (Kigali)
- 1984:  Panthères Noires (Kigali)
- 1985:  Panthères Noires (Kigali)
- 1986:  Panthères Noires (Kigali)
- 1987:  Panthères Noires (Kigali)
- 1988:  Mukungwa (Ruhengeri)
- 1989:  Mukungwa (Ruhengeri)
- 1990: non disputato
- 1991: non disputato
- 1992:  Kiyovu Sports (Kigali)
- 1993:  Kiyovu Sports (Kigali)
- 1994: non disputato
- 1995:  APR (Kigali)
- 1996:  APR (Kigali)
- 1997:  Rayon Sports (Nyanza)
- 1998:  Rayon Sports (Nyanza)
- 1999:  APR (Kigali)

- 2000:  APR (Kigali)
- 2001:  APR (Kigali)
- 2002:  Rayon Sports (Nyanza)
- 2003:  APR (Kigali)
- 2004:  Rayon Sports (Nyanza)
- 2005:  APR (Kigali)
- 2006:  APR (Kigali)
- 2007:  APR (Kigali)
- 2008 :  ATRACO (Kigali)
- 2009 :  APR (Kigali)
- 2010 :  APR (Kigali)
- 2011 :  APR (Kigali)
- 2012 :  APR (Kigali)
- 2013 :  Rayon Sports (Nyanza)
- 2013-2014 :  APR (Kigali)
- 2014-2015 :  APR (Kigali)
- 2015-2016 :  APR (Kigali)
- 2016-2017 :  Rayon Sports (Nyanza)
- 2017-2018 :  APR (Kigali)
- 2018-2019 :  Rayon Sports (Nyanza)
- 2019-2020 :  APR (Kigali)
- 2020-2021 :  APR (Kigali)
- 2021-2022 :  APR (Kigali)
- 2022-2023 :  APR (Kigali)
- 2023-2024 :  APR (Kigali)
- 2024-2025 :  APR (Kigali)

## Statistiche
| Club             | Città   | Titoli | Anni |
| ---------------- | ------- | ------ | --- |
| APR              | Kigali  | 23     | 1995, 1996, 1999, 2000, 2001, 2003, 2005, 2006, 2007, 2009, 2010, 2011, 2012, 2014, 2015, 2016, 2018, 2020, 2021, 2022, 2023, 2024, 2025 |
| Rayon Sports     | Nyanza  | 9      | 1975, 1981, 1997, 1998, 2002, 2004, 2013, 2017, 2019                                                                                     |
| Panthères Noires | Kigali  | 5      | 1980, 1984, 1985, 1986, 1987 |
| Kiyovu Sports    | Kigali  | 3      | 1983, 1992, 1993 |
| Mukungwa         | Musanze | 2      | 1988, 1989 |
| ATRACO           | Kigali  | 1      | 2008 |